# غونغزولينغ
غونغزولينغ (بالصينية: 公主岭市) هي مدينة على مستوى مقاطعة، ومدينة على مستوى محافظة فرعية، في الصين، تقع في سينبينغ، وجيلين، بلغ عدد سكانها 1,092,692 نسمة وذلك حسب إحصائيات سنة 2010، تبلغ مساحتها 4,027 كيلومتر مربع، رمزها البريدي هو 136100.

## التقسيمات الإدارية
- Lingxi Subdistrict  [لغات أخرى]‏
- Yangdachengzi [الإنجليزية]‏
- Fanjiatun Economic Development Zone  [لغات أخرى]‏.